# Goldgras
Das Goldgras  (Lamarckia aurea) ist die einzige Art der monotypischen Pflanzengattung Lamarckia innerhalb der  Familie der Süßgräser (Poaceae).

## Beschreibung

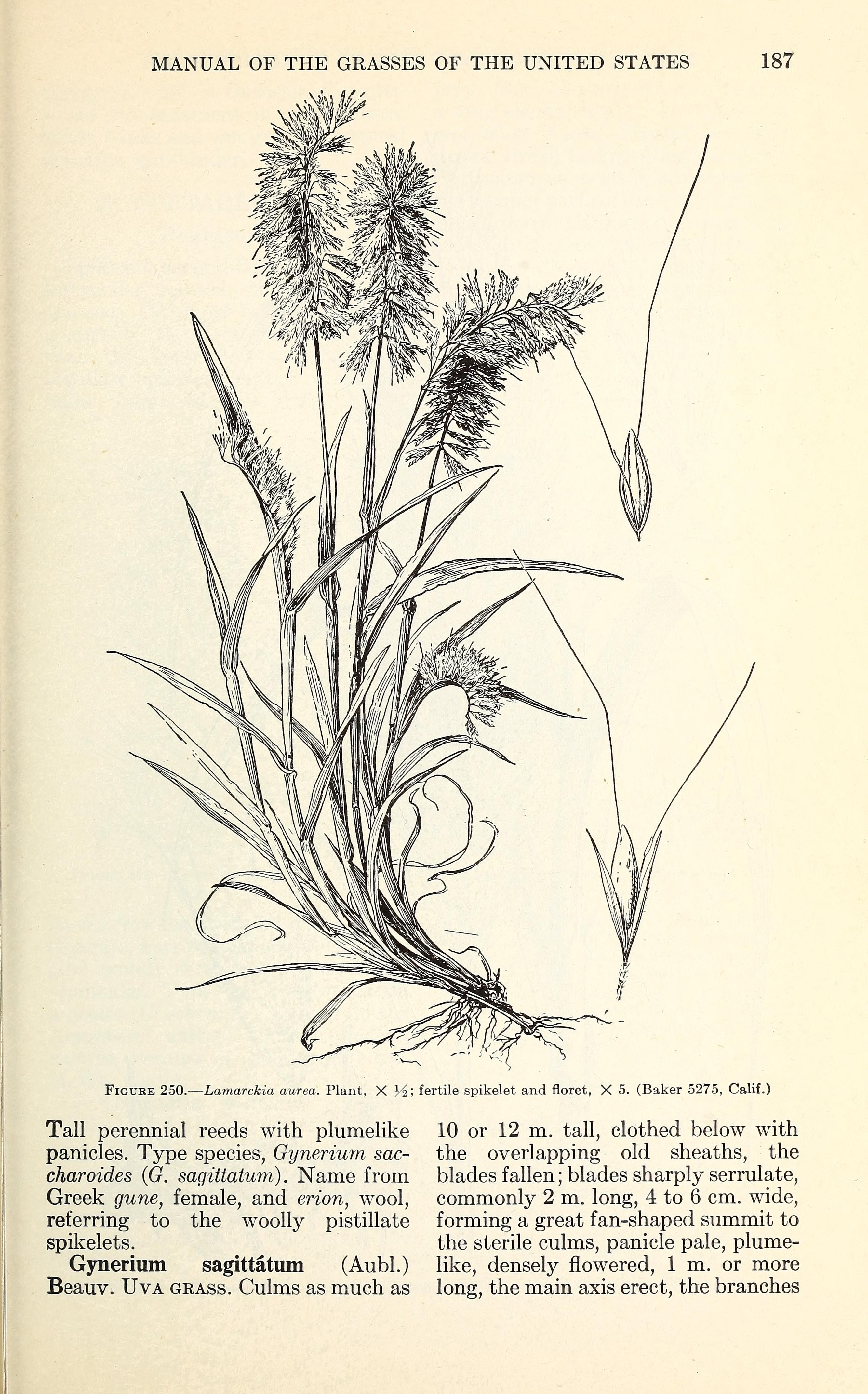
Illustration aus Manual of the grasses of the United States, S 187

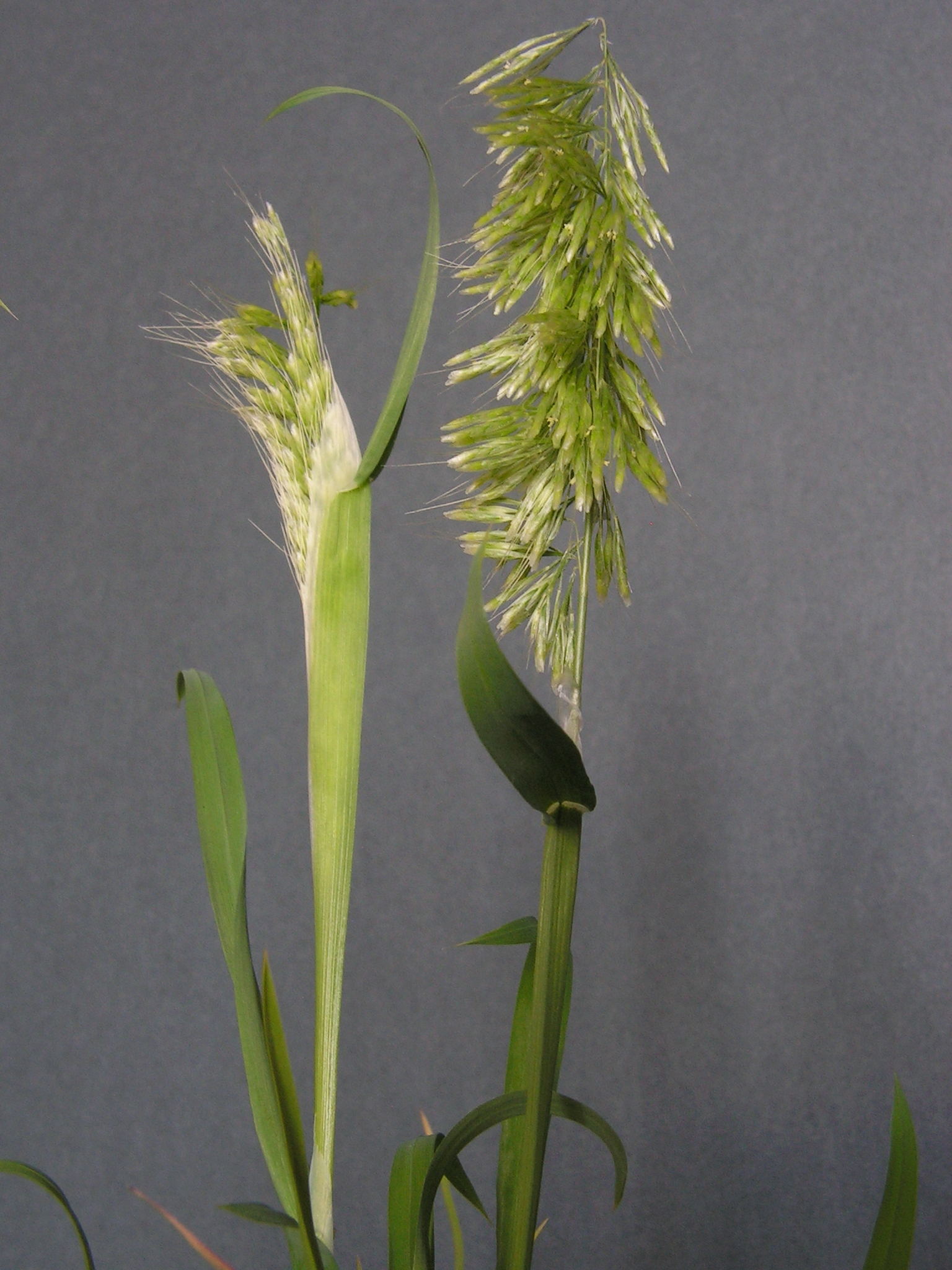
Blütenstand

### Vegetative Merkmale
Das Goldgras ist eine einjährige krautige Pflanze, die in kleinen dichten „Büscheln“ wächst. Seine Halme sind aufsteigend und erreichen eine Wuchshöhe von 5 bis 25, selten bis zu 40 Zentimetern.
Die wechselständig am Halm angeordneten Laubblätter sind in Blattscheide und Blattspreite gegliedert. Die Blätter sind flach und weich, blassgrün und 2–8 Millimeter breit. Die oberste Blattscheide ist etwas aufgeblasen. Das Blatthäutchen ist ein 5 bis 10 Millimeter langer spitzer, häutiger Saum. Die einfache, flache Blattspreite ist 2 bis 6 Millimeter breit.

### Generative Merkmale
Die rispige Blütenstand ist bei einer Länge von 4 bis 8 Zentimetern sowie einer Breite von bis zu 2,5 Zentimetern länglich, ist dicht, zusammengezogen und gewöhnlich einseitig; sein Aussehen gleicht etwas einer „Zylinderputzbürste“. Die Ährchen sind in gestielten miteinander abfallenden Gruppen angeordnet. Innerhalb einer Gruppe gibt es drei unfruchtbare und unbegrannte Ährchen, die neben zwei kleinen begrannten stehen. Von den beiden begrannten Ährchen ist eines steril, das andere fertil. Die unbegrannten Ährchen sind 6 bis 7 Millimeter lang und bestehen aus zwei Hüllspelzen und sechs bis zwölf schmalen, gerundeten, zarthäutigen kurz behaarten Deckspelzen. Die fruchtbaren Ährchen sind etwa 4 Millimeter lang, einblütig, mit einer stark verkümmerten, begrannten Deckspelze. Ihre Hüllspelzen sind schmal und lang zugespitzt und überragen das Ährchen. Zwischen ihnen und dem Blütchen steht ein etwa 0,6 Millimeter langes Glied der Ährchenachse. Die Deckspelze ist fünfnervig, am oberen Ende zweizähnig und zwischen den Zähnen 6 bis 8 Millimeter lang begrannt.
Die Blütezeit reicht von Februar bis Juli.
Die Chromosomenzahl beträgt 2n = 14.

## Vorkommen
Das Goldgras ist vom Mittelmeerraum: Griechenland (inklusive Kreta), Italien (inklusive Sardinien, Sizilien), Frankreich (inklusive Korsika), Portugal, Spanien (inklusive Balearen) Algerien, Ägypten, Libyen, Marokko, Tunesien, Zypern, Sinai, Israel, Jordanien, Libanon, Syrien, Türkei  bis Äthiopien verbreitet und kommt in Makaronesien auf Madeira sowie den Kanarischen Inseln, vielleicht auch im nördlichen Indien vor. Es wächst an offenen Ruderalstellen, an Wegrändern, auf Brachland, auf Mauern.

## Taxonomie
Die Erstveröffentlichung erfolgte 1753 unter dem Namen Cynosurus aureus (Basionym) durch Carl von Linné in Species Plantarum, Seite 73. Conrad Moench stellte 1794 mit dieser Art unter dem Namen Lamarckia aurea (L.) Moench eine eigene Gattung Lamarckia Moench in Methodus, Seite 201. Der Gattungsname Lamarckia ehrt den Biologen Jean-Baptiste de Lamarck. Das Artepitheton aurea bedeutet „goldgelb“. Weitere Synonyme für Lamarckia aurea (L.) Moench sind: Chrysurus aureus (L.) Besser, Achyrodes aureum (L.) Kuntze, Pterium elegans Desv., Lamarckia hookeriana Griff. Synonyme für Lamarckia Moench nom. cons. sind: Tinaea Garzia nom. superfl., Achyrodes Ludw. nom. rej., Chrysurus Pers., Pterium Desv.
Lamarckia aurea ist die einzige Art der Pflanzengattung Lamarckia der Subtribus Dactylidinae aus der Tribus Poeae in der Unterfamilie Pooideae innerhalb der Familie Poaceae.

## Nutzung
Das Goldgras wird selten als Zierpflanze verwendet.